# Анна Ягодзинська
Анна Марія Ягодзинска (пол. Anna Maria Jagodzińska, нар. 12 вересня 1987, Серпць) — польська фотомодель, що працює в США.

## Кар'єра
Кар'єру починала в варшавському агентстві Moda Forte — після перемоги на конкурсі, організованому однією з молодіжних газет. Пізніше переїхала до агенції New Age Models. Дебютувала у лютому 2003 року на показі бренду Pringle of Scotland в Мілані.
Перша полька на обкладинці американського видання Vogue.
Була на обкладинці американського (2009), німецького (2006), австралійського та італійського «Vogue». У Польщі була на обкладинці журналу «Twój Styl», «Glamour», «Harper's Bazaar» і «Pani». 
Виступила в кампаніях будинків моди: H&M, Moschino, DKNY, Reserved, Pollini, Patizia Pepe, French, Max Azria, Ferré, Jeans Couture, iBlues, Pinko, CK. 
Виступала на подіумах, зокрема, Roberto Cavalli, Givenchy, Louis Vuitton, Pollini, Max Mara.